# Kopiář

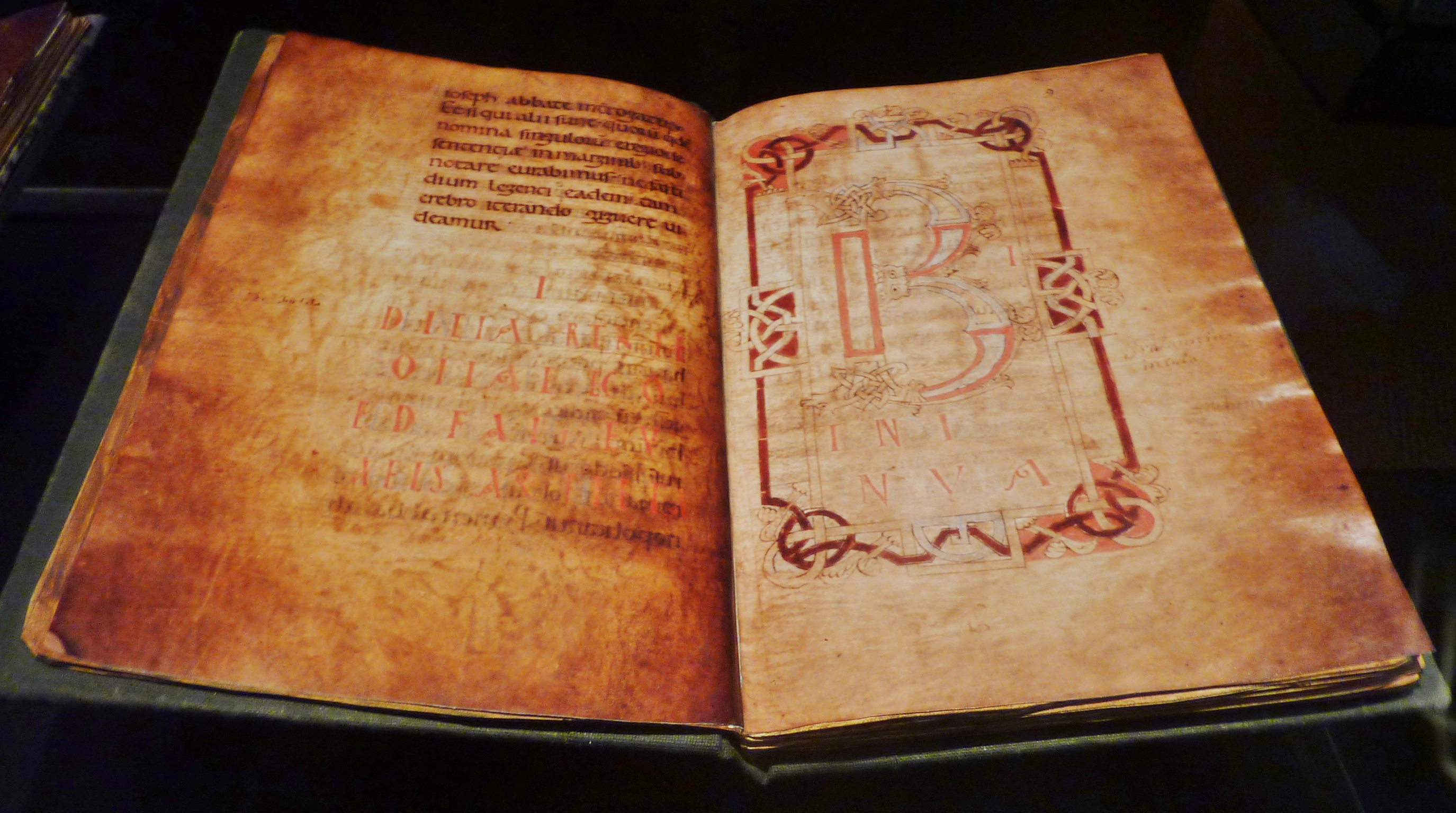
Ukázka zápisu z 11. století v kopiáři z kláštera Landévennec (faksimile)

Kopiář je v diplomatice označení pro pomocnou úřední knihu v kanceláři sloužící k evidenci přijatých (došlých) listin. Kopiáře obsahují opisy obdržených písemností v plném nebo zkráceném znění. Tyto opisy neměly právní platnost, ale v některých případech mohly být ověřeny a sloužit jako náhrada za ztracenou písemnost. Kopiáře byly používány od raného středověku do období novověku (18. století), kdy byly nahrazeny jinými evidenčními pomůckami.
Kopiáře byly podle potřeby děleny buď pouze chronologicky a nebo tematicky podle jednotlivých vydavatelů (panovník, města, kláštery, šlechtické rody, univerzita) či typů práv apod. Nejdříve se objevily v církevních kancelářích – mezi nejstarší patří kopiáře fuldského kláštera z 8.–9. století významné pro merovejské a karolinské období. Rovněž v Čechách pochází nejstarší dochovaný kopiář z klášterního prostředí, tzv. Codex Damascus oseckého kláštera z první poloviny 14. století. V městském prostředí pocházejí nejstarší kopiáře ze Žatce (založený roku 1383 Janem ze Žatce), Kadaně, Loun a Litoměřic vedené od počátku 15. století

## Vznik a účel
Kopiáře byly zakládány pro vnitřní potřebu v kancelářích příjemců, aby se předešlo poškození (např. častým používáním) hodnotných originálů. Kromě toho kopiář poskytoval rychlý a snadný přehled o právním jednání, což usnadňovalo kancelářskou práci. Rovněž se mohlo vedením kopiáře předejít právním problémům při ztrátě důležitých nabývacích titulů (např. požárem či vojenskými událostmi). Proto bývaly kopiáře často notářsky ověřovány.
Již v raném středověku vyhotovovaly kláštery kopie svých došlých listin, čímž se z nejstarších dob dochovalo množství textů, jejichž originály se již nezachovaly. Kopiáře v pozdním středověku a raném novověku byly také prostředkem při správě archivů, který umožňoval správcům archivů, případně jeho jiným uživatelům organizovaný přehled o uložených písemnostech.
V knihách byly listiny řazeny většinou podle obsahu nebo vydavatele. Záznamy v kopiářích byly často vedeny formou regestu, kdy byly přepsány jen právně relevantní údaje (např. dispozice) zatímco další části listiny (např. arenga) vypadly.

## Kritika pramenů
Z hlediska kritiky historických pramenů představují kopiáře často jedinou náhradu za ztracené listinné originály. Na jedné straně neumožňují zkoumání pravosti listin podle jejich vnějších znaků, mnohdy mohou obsahovat i chyby vzniklé při opisování. Na druhou stranu, neboť kopiáře vznikly k vlastní potřebě kanceláře, nemusí se u nich ihned předem předpokládat úmysl ke zfalšování.